# Соннак-сюр-л’Эр
Сонна́к-сюр-л’Эр (фр. Sonnac-sur-l'Hers) — коммуна во Франции, находится в регионе Лангедок — Руссильон. Департамент коммуны — Од. Входит в состав кантона Шалабр. Округ коммуны — Лиму.
Код INSEE коммуны — 11380.

## Население
Население коммуны на 2008 год составляло 156 человек.
| 1962 | 1968 | 1975 | 1982 | 1990 | 1999 | 2008 |
| ---- | ---- | ---- | ---- | ---- | ---- | ---- |
| 130  | 135  | 117  | 108  | 114  | 128  | 156  |

## Экономика

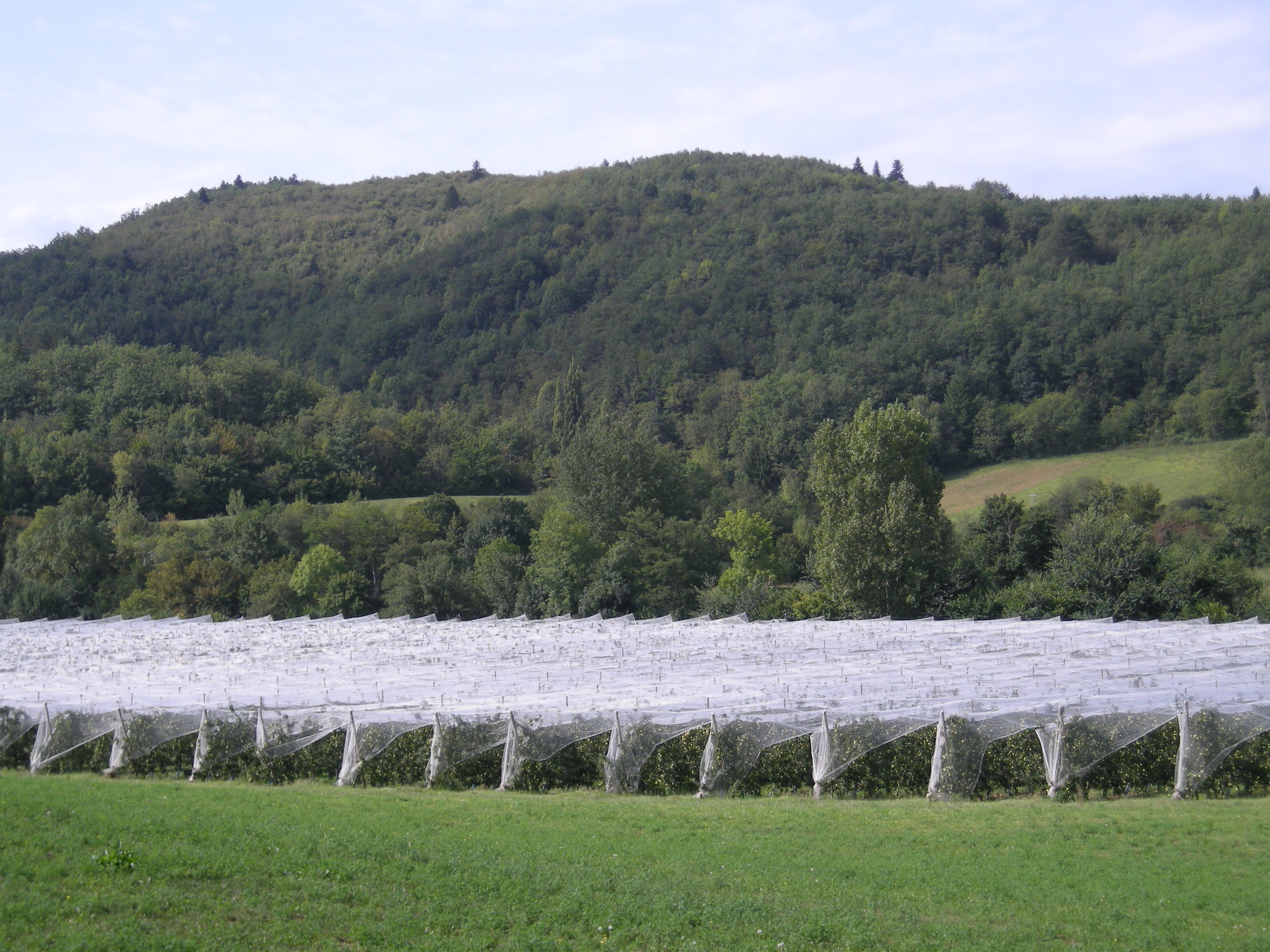
Яблочные сады вдоль р. Эр

В 2007 году среди 100 человек в трудоспособном возрасте (15—64 лет) 70 были экономически активными, 30 — неактивными (показатель активности — 70,0 %, в 1999 году было 73,6 %). Из 70 активных работали 65 человек (36 мужчин и 29 женщин), безработных было 5 (1 мужчина и 4 женщины). Среди 30 неактивных 10 человек были учениками или студентами, 11 — пенсионерами, 9 были неактивными по другим причинам.